# Borken (district)
Districtul Borken este un district rural  (în germană Kreis) în regiunea Münsterland, landul Renania de Nord-Westfalia, Germania.